# Crawford (Kolorado)
Crawford – miasto w Stanach Zjednoczonych, w stanie Kolorado, w hrabstwie Delta.